# Токкузтара
Уезд Токкузтара (уйг.  توققۇزتارا ناھىيىسى‎, Tokkuztara Nahiyisi) или уезд Гунлю (кит. упр. 巩留县, пиньинь Gǒngliú Xiàn) — уезд Или-Казахского автономного округа Синьцзян-Уйгурского автономного района Китая. 

## Название
Казахское, уйгурское и монгольское названия означают «9 рек», китайское — сокращение (первый и последний иероглифы) от «巩吉斯、特克斯塔留» («Кюнес-Токкузтара»).

## География
На севере уезд граничит с уездами Кульджа и Нилки, на западе — с Чапчал-Сибоским автономным уездом, на юге — с уездом Текес, на востоке — с уездом Кюнес, на юго-востоке — с Байнгол-Монгольским автономным округом.

## История
В 1884 году цинское правительство создало провинцию Синьцзян, и с 1888 года данная территория вошла в состав уезда Нинъюань. В 1903 году здесь была построена крепость Текисталю (Токкузтара), подчинённая илийскому цзянцзюню. В 1932 году был образован уезд Гунлю. В 1937 году из уезда Гунлю был выделен уезд Текес. В 1939 году из состава уезда Гунлю был выделен кочевой район Кюнес (названный так по реке Кюнес).

## Административное деление
Уезд Токкузтара делится на 5 посёлков и 3 волости.

## Экономика
Большое значение имеет выращивание сырья для традиционной китайской медицины. Основной центр расположен в посевной зоне «Лекарственная долина Тяньшань» площадью 20,3 га, где выращивается более 150 сортов лекарственных растений.